# Quartaire sector

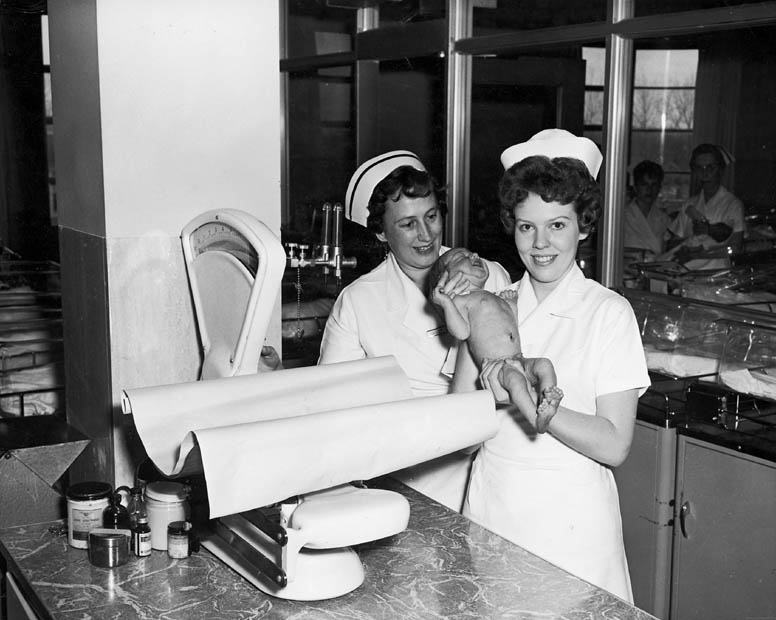
Gezondheidszorg is een grote bedrijfstak in de quartaire sector(1955)

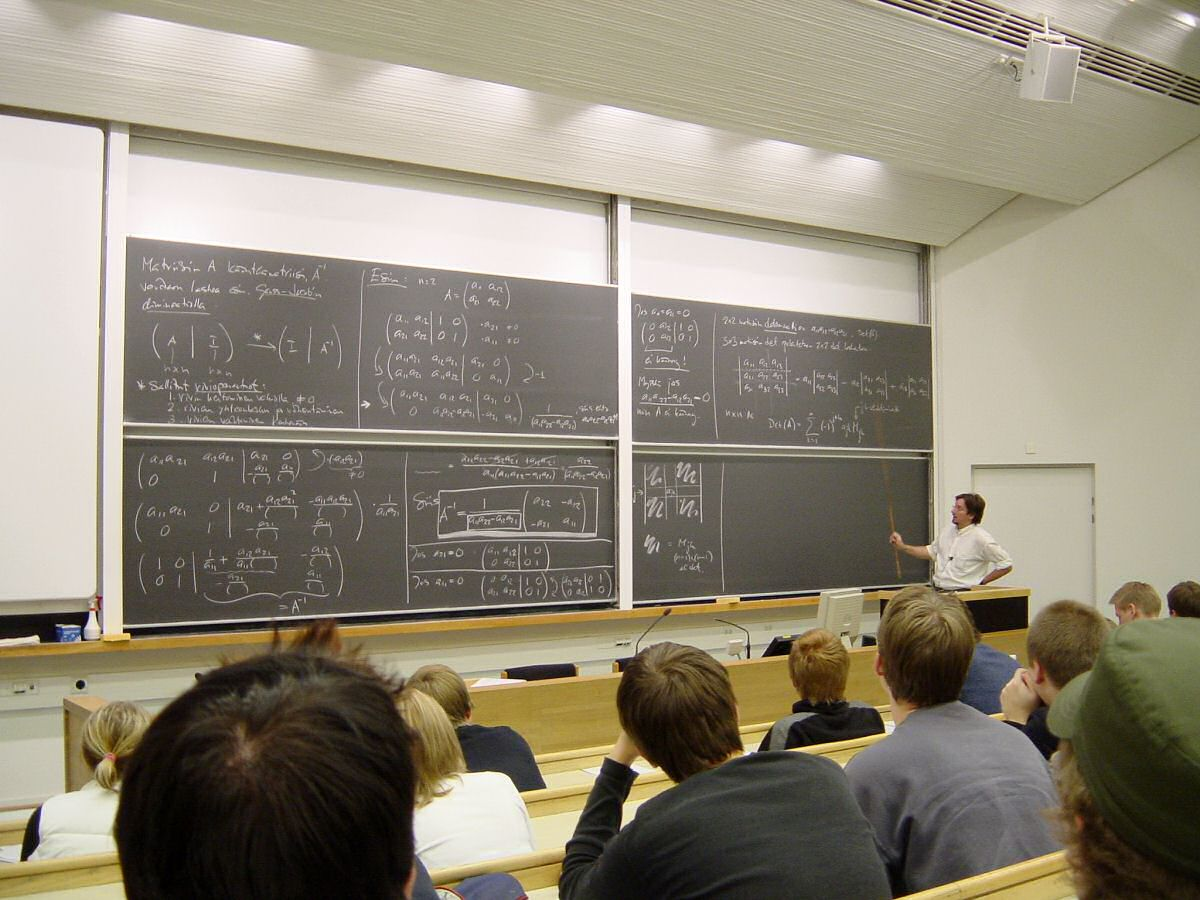
Onderwijs is een vorm van niet-commerciële dienstverlening

De quartaire sector in Nederland is de economische sector van de niet-commerciële gesubsidieerde en of collectief gefinancierde dienstverlening. De benaming hoort thuis in de meso-economie, die bedrijfstakken bestudeert. De quartaire sector is de enige economische sector zonder winstoogmerk.

## Definiëring
De quartaire sector omvat de niet-commerciële dienstverlening. Daarbij gaat het om diensten als openbaar bestuur, defensie, onderwijs, zorg, openbare orde en sociale zekerheid. Deze diensten zijn vooral gericht op het welzijn van de burger, maar faciliteren ook het goed kunnen functioneren van de marktsector.
In de quartaire sector vallen zowel de overheidsdiensten als de door de overheid deels of geheel gesubsidieerde diensten. Voorbeelden zijn ziekenhuizen, verpleeghuizen, brandweer, justitie, defensie, sociaal werk, cultuursector, wetenschapssector en scholen.

### SCP
Het Sociaal Cultureel Planbureau (SCP) hanteert een iets ruimere definitie voor de quartaire sector en stelt dat de quartaire sector "ruwweg" de niet-commerciële dienstverlening omvat. Met het woord "ruwweg" geeft het SCP aan dat ook enkele wel-commerciële dienstverleners tot de quartaire sector worden gerekend. Het SCP schrijft:
Tot de quartaire sector worden een aantal maatschappelijke functies gerekend, te weten: openbaar bestuur, openbare orde en veiligheid, sociale zekerheid, onderwijs en onderzoek, zorg en welzijn, cultuur en recreatie, maatschappelijke organisaties, infrastructuur, milieudienstverlening en volkshuisvesting. Genoemde functies sporen min of meer met bedrijfstakken. Aldus afgebakend omvat de quartaire sector de gehele collectieve sector alsmede alle (private) non-profitorganisaties.
De commerciële producenten die tot de quartaire sector worden gerekend behoren grotendeels tot twee categorieën: 1) producenten die voor een belangrijk deel uit collectieve middelen worden gefinancierd zoals vrijgevestigde medische beroepsbeoefenaren, apothekers en het openbaar vervoer, en 2) commerciële diensten die substituten zijn voor publieke of non-profitdiensten zoals particulier onderwijs en commerciële omroeporganisaties.
De reden dat het SCP sommige commerciële dienstverleners tot de quartaire sector rekent, is dat ze het soort diensten leveren die vallen binnen de maatschappelijke functies waar de overheid zich mee bemoeit. Het SCP werkt voor de overheid en gaat daarom bij zijn werkzaamheden uit van deze functies en is daarbij niet geïnteresseerd of deze diensten worden geleverd door commerciële, private of publieke organisaties.

## Omvang
De quartaire sector is over het algemeen een grote sector. In 2000 omvatte deze sector in Nederland 36 procent van het bruto binnenlands product en bood aan 2,3 miljoen mensen werk. De Nederlandse quartaire sector werd in 2000 voor 61% gefinancierd uit collectieve middelen.